# Bahnstrecke Montargis–Sens
| Bahntrasse an der D 943 zwischen Triguères und Château-Renard, 2012 |                      |                                                       |                                                       |
| Streckennummer (SNCF): | 748 000              |                                                       |                                                       |
| Streckenlänge: | 62 km                |                                                       |                                                       |
| Spurweite: | 1435 mm (Normalspur) |                                                       |                                                       |
| |                      |                                                       |                                                       |
| \| \| \| Bahnstrecke Moret-Veneux–Lyon von Paris \| \| \| \| 116,9 \| Bahnstrecke Villeneuve-St-G.–Montargis von Villeneuve \| Bahnstrecke Villeneuve-St-G.–Montargis von Villeneuve \| \| \| 116,9 \| Bahnstrecke Orléans–Montargis von Orléans \| Bahnstrecke Orléans–Montargis von Orléans \| \| \| 117,7 \| Montargis \| 89 m \| \| \| 118,1 \| Bahnstrecke Moret-Veneux–Lyon nach Lyon \| Bahnstrecke Moret-Veneux–Lyon nach Lyon \| \| \| 122,2 \| Amilly \| 115 m \| \| \| 128,0 \| Saint-Germain-des-Prés (Loiret) \| 103 m \| \| \| \| \| \| \| \| 133,3 +133,4 \| Ouanne (2×) (22+5 m) \| Ouanne (2×) (22+5 m) \| \| \| \| \| \| \| \| 135,5 \| Château-Renard \| 114 m \| \| \| 138,0 \| Ouanne (25 m) \| Ouanne (25 m) \| \| \| 14,0 \| Triguères \| 123 m \| \| \| 140,0 \| Bahnstrecke Triguères–Surgy nach Surgy \| Bahnstrecke Triguères–Surgy nach Surgy \| \| \| 140,5 \| Streckenende \| Streckenende \| \| \| 145,0 \| Chuelles \| 175 m \| \| \| 152,7 \| Streckenende \| Streckenende \| \| \| 153,1 \| Courtenay \| 177 m \| \| \| 155,1 \| Cléry (10 m) \| Cléry (10 m) \| \| \| ~155,9 \| A 19 \| A 19 \| \| \| ~156,3 \| Grenze Département Loiret / Yonne \| Grenze Département Loiret / Yonne \| \| \| 157,6 \| A 6 \| A 6 \| \| \| 158,8 \| Savigny \| 169 m \| \| \| 161,9 \| Vernoy \| 178 m \| \| \| 163,9 \| A 19 \| A 19 \| \| \| 166,7 \| Égriselles-Villeneuve \| 190 m \| \| \| 173,3 \| Subligny-Villeroy \| 146 m \| \| \| 177,4 \| Tunnel de Paron (169 m) \| Tunnel de Paron (169 m) \| \| \| \| Bahnstrecke Paris–Marseille von Dijon \| \| \| \| 179,5 112,7 \| Sens \| 69 m \| \| \| \| \| \| \| \| \| Bahnstrecke Coolus–Sens n. Chalons-en-Champagne \| \| \| \| \| Bahnstrecke Paris–Marseille nach Paris Gare de Lyon \| \| |                      |                                                       |                                                       |
| Strecke |                      | Bahnstrecke Moret-Veneux–Lyon von Paris               | Bahnstrecke Moret-Veneux–Lyon von Paris               |
| Abzweig geradeaus und von rechts | 116,9                | Bahnstrecke Villeneuve-St-G.–Montargis von Villeneuve | Bahnstrecke Villeneuve-St-G.–Montargis von Villeneuve |
| Abzweig geradeaus und von rechts | 116,9                | Bahnstrecke Orléans–Montargis von Orléans             | Bahnstrecke Orléans–Montargis von Orléans             |
| Bahnhof | 117,7                | Montargis                                             | 89 m                                                  |
| Abzweig geradeaus und nach rechts | 118,1                | Bahnstrecke Moret-Veneux–Lyon nach Lyon               | Bahnstrecke Moret-Veneux–Lyon nach Lyon               |
| ehemaliger Bahnhof | 122,2                | Amilly                                                | 115 m                                                 |
| ehemaliger Bahnhof | 128,0                | Saint-Germain-des-Prés (Loiret)                       | 103 m                                                 |
| |                      |                                                       |                                                       |
| Brücke über Wasserlauf | 133,3 +133,4         | Ouanne (2×) (22+5 m)                                  | Ouanne (2×) (22+5 m)                                  |
| |                      |                                                       |                                                       |
| ehemaliger Bahnhof | 135,5                | Château-Renard                                        | 114 m                                                 |
| Brücke über Wasserlauf | 138,0                | Ouanne (25 m)                                         | Ouanne (25 m)                                         |
| ehemaliger Bahnhof | 14,0                 | Triguères                                             | 123 m                                                 |
| Abzweig geradeaus und nach rechts | 140,0                | Bahnstrecke Triguères–Surgy nach Surgy                | Bahnstrecke Triguères–Surgy nach Surgy                |
| | 140,5                | Streckenende                                          | Streckenende                                          |
| Bahnhof (Strecke außer Betrieb) | 145,0                | Chuelles                                              | 175 m                                                 |
| | 152,7                | Streckenende                                          | Streckenende                                          |
| ehemaliger Bahnhof | 153,1                | Courtenay                                             | 177 m                                                 |
| Brücke über Wasserlauf | 155,1                | Cléry (10 m)                                          | Cléry (10 m)                                          |
| Strecke mit Straßenbrücke | ~155,9               | A 19                                                  | A 19                                                  |
| Grenze | ~156,3               | Grenze Département Loiret / Yonne                     | Grenze Département Loiret / Yonne                     |
| Strecke mit Straßenbrücke | 157,6                | A 6                                                   | A 6                                                   |
| ehemaliger Bahnhof | 158,8                | Savigny                                               | 169 m                                                 |
| ehemaliger Bahnhof | 161,9                | Vernoy                                                | 178 m                                                 |
| Brücke | 163,9                | A 19                                                  | A 19                                                  |
| ehemaliger Bahnhof | 166,7                | Égriselles-Villeneuve                                 | 190 m                                                 |
| ehemaliger Bahnhof | 173,3                | Subligny-Villeroy                                     | 146 m                                                 |
| Tunnel | 177,4                | Tunnel de Paron (169 m)                               | Tunnel de Paron (169 m)                               |
| Abzweig geradeaus und von rechts |                      | Bahnstrecke Paris–Marseille von Dijon                 | Bahnstrecke Paris–Marseille von Dijon                 |
| Bahnhof | 179,5 112,7          | Sens                                                  | 69 m                                                  |
| |                      |                                                       |                                                       |
| |                      | Bahnstrecke Coolus–Sens n. Chalons-en-Champagne       |                                                       |
| |                      | Bahnstrecke Paris–Marseille nach Paris Gare de Lyon   |                                                       |

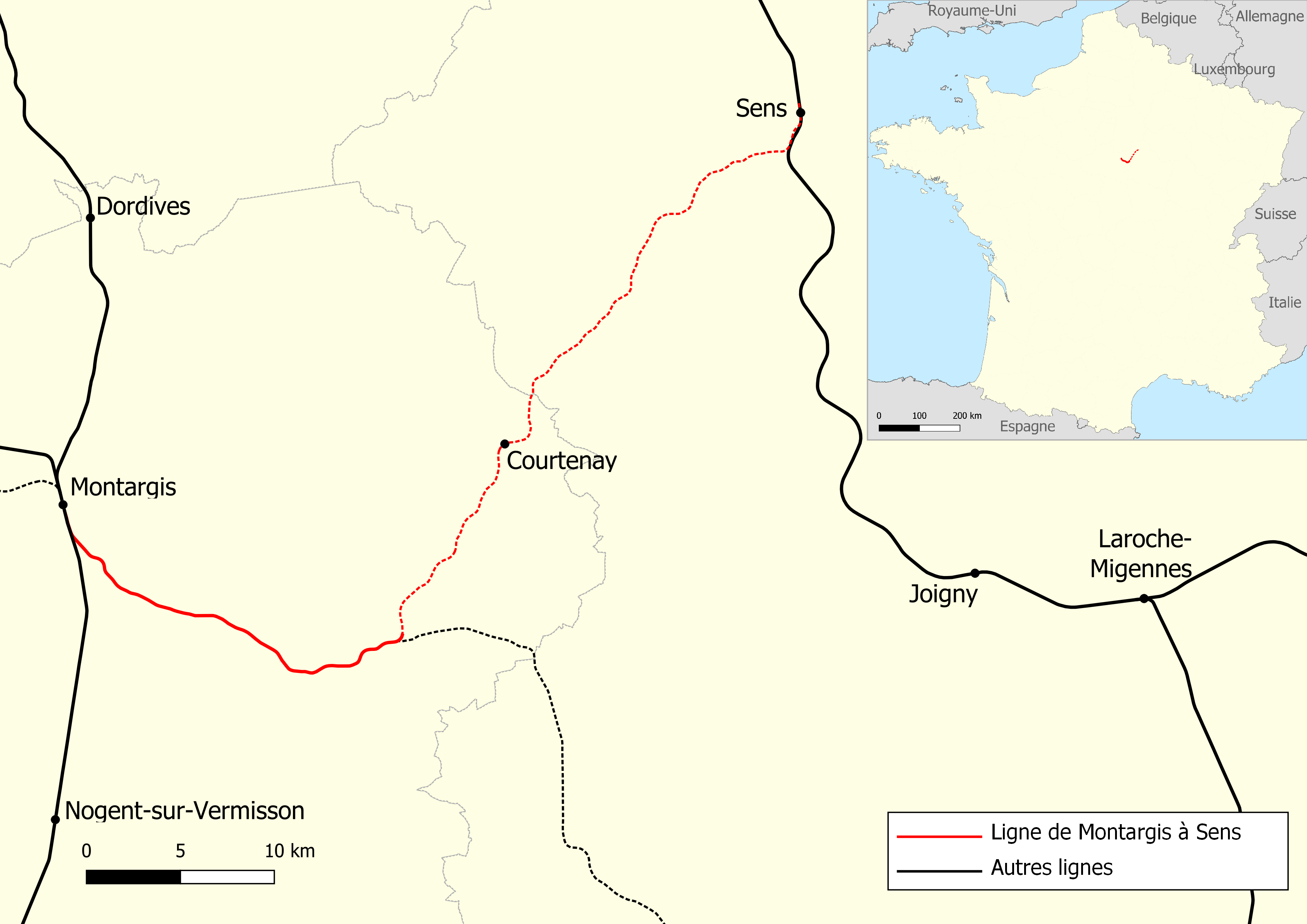
Streckenverlauf

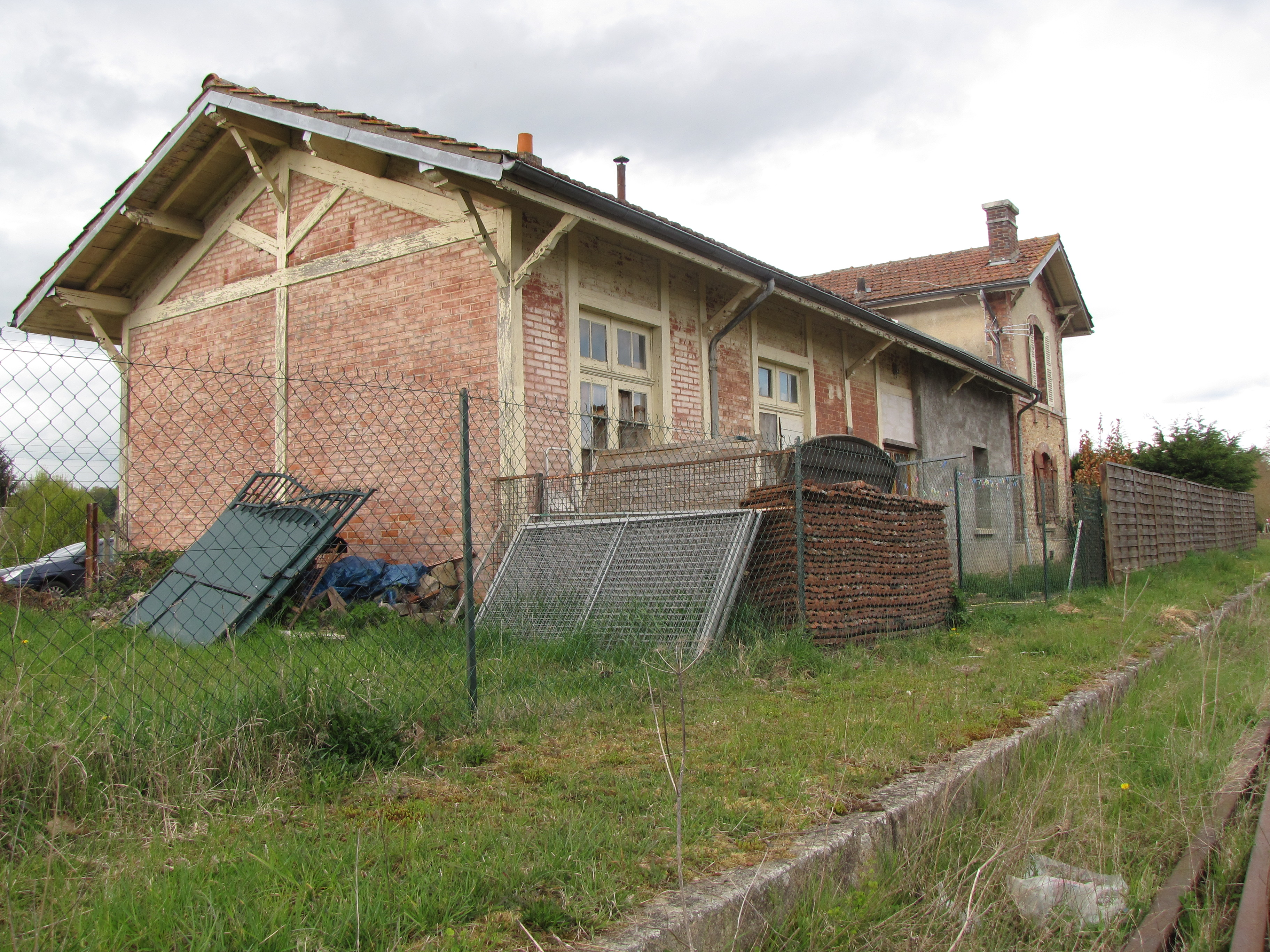
Privatisierter, alter Bahnhof von Château-Renard – vorn die Bahnsteigkante

Die Bahnstrecke Montargis–Sens ist eine eingleisige, nicht elektrifizierte Eisenbahnstrecke in Frankreich. Sie gehört zu der Magistrale Chalons-en-Champagne–Orléans, deren Mittelstück sie darstellt. Für alle drei Teilstücke erhielt 1864 die gleiche Bietergemeinschaft die Konzession und wurde am 6. Oktober 1874 eröffnet. Am 25. Mai 1878 übernahm die Staatliche Eisenbahnverwaltung Chemins de fer de l’État zusammen mit vielen anderen Strecken den Betrieb dieser privaten Gesellschaft, nachdem ein Konkurs nicht mehr abwendbar war.
1883/84 gingen alle drei miteinander verbundene Strecken an drei unterschiedliche Nachfolgegesellschaften: Die östlichste, die Bahnstrecke Coolus–Sens ging am 11. Juni 1883 zu den Chemins de fer de l’Est, die deren südwestlichste Ast wurde, diese Bahnstrecke ging am 25. Mai 1878 zur Compagnie des chemins de fer de Paris à Lyon et à la Méditerranée (PLM) und die westliche Fortsetzung, die Bahnstrecke Orléans–Montargis drei Tage später an die Compagnie du chemin de fer de Paris à Orléans (PO).
1880 erhielt die Strecke ein zweites Gleis. 1929 lag die Durchschnittsgeschwindigkeit bei 38 km/h; je fünf täglich eingesetzten Zugpaare benötigten 1:39 h für die 62 km. Für Reisende entsprechend unattraktiv und für die Gesellschaft unrentabel, wurde sie einen Monat nach Kriegsausbruch 1939 geschlossen. Schrittweise wurden weitere Abschnitte aufgegeben; zuletzt erfolgte am 9. Oktober 1998 die Entwidmung des zwölf Kilometer-Abschnitts Triguères–Courtenay. Auf den noch frei gegebenen Abschnitten findet Güterverkehr statt.